# جامعة كربلاء
جامعة كربلاء هي إحدى الجامعات العراقية. تقع في مدينة كربلاء مركز محافظة كربلاء في الفرات الأوسط في العراق اسست عام 2002.

## كليات الجامعة
1. كلية القانون
2. كلية الطب
3. كلية الإدارة والاقتصاد
4. كلية طب الاسنان
5. كلية علوم الحاسوب وتكنولوجيا المعلومات
6. كلية العلوم الطبية التطبيقية
7. كلية العلوم الإسلامية
8. كلية العلوم السياحية
9. كلية الصيدلة
10. كلية الهندسة
11. كلية التمريض
12. كلية التربية الرياضية
13. كلية الزراعة
14. كلية التربية للعلوم الإنسانية
15. كلية التربية للعلوم الصرفة
16. كلية العلوم
17. كلية الطب البيطري

## الموقع الرسمي لجامعة كربلاء
جامعة كربلاء
الموقع الرسمي للكليات
1. كلية الطب
2. كلية طب الاسنان
3. كلية الصيدلة
4. كلية التمريض
5. كلية علوم الحاسوب وتكنلوجيا المعلومات
6. كلية العلوم الطبية التطبيقية
7. كلية الطب البيطري
8. كلية الهندسة
9. كلية العلوم
10. كلية العلوم السياحية
11. كلية العلوم الإسلامية
12. كلية التربية للعلوم الصرفة
13. كلية التربية للعلوم الإنسانية
14. كلية التربية الرياضية
15. كلية القانون
16. كلية الإدارة والاقتصاد
17. كلية الزراعة